# Витая пара
Вита́я па́ра — вид кабеля связи. Представляет собой одну или несколько пар изолированных проводников, скрученных между собой (с небольшим числом витков на единицу длины), покрытых пластиковой оболочкой.
Свивание проводников производится с целью повышения степени связи между собой проводников одной пары и для достижения одинаковой длины каждого из проводников одной пары (электромагнитные помехи одинаково влияют на оба провода пары) и последующего уменьшения электромагнитных помех от внешних источников, а также взаимных наводок при передаче дифференциальных сигналов. Для снижения связи отдельных пар кабеля (периодического сближения проводников различных пар) в кабелях категории 5 и выше провода пары свиваются с различным шагом.
Витая пара — один из компонентов современных структурированных кабельных систем. Используется в телекоммуникациях и в компьютерных сетях в качестве физической среды передачи сигнала во многих технологиях, таких как Ethernet, Arcnet, Token ring, USB. В настоящее время, благодаря своей дешевизне и лёгкости монтажа, является самым распространённым решением для построения проводных (кабельных) локальных сетей.
Кабель подключается к сетевым устройствам при помощи разъёма 8P8C (который ошибочно называют RJ45).

## История
Первые телефоны использовали телеграфные линии или однопроводные линии с цепью заземления, проложенные открытым способом. В 1880 году во многих городах были пущены электрические трамваи, которые наводили много шумов на эти линии. Судиться было бесполезно, и телефонные компании переделывают свои линии в сбалансированную схему, имевшую дополнительную выгоду, заключавшуюся в снижении ослабления сигнала.
Когда линии электропередачи стали более распространённым явлением, этой меры оказалось недостаточно. Телеграфные провода шли параллельно с линиями электропередачи, и в течение нескольких лет растущее использование электроэнергии снова принесло увеличение помех, поэтому инженеры разработали метод транспозиции проводов, чтобы свести на нет помехи.
В транспозиции проводов их положение менялось через определённое количество опор. Таким образом, два провода сбалансированной пары получали аналогичные помехи от линий электропередачи. Это представляло собой раннюю реализацию скручивания с шагом транспозиции проводов около четырёх перекрестий на километр, или шесть на милю. Такие открытые симметричные линии с периодическими транспозициями дожили до наших дней в некоторых сельских районах.
Витая пара была изобретена Александром Грейамом Беллом в 1881 году. К 1900 году вся американская сеть телефонных линий была или на витой паре, или на открытых проводах с транспозицией для защиты от помех.

## Виды кабеля, применяемого в сетях
В защите нуждаются как сигналы, передаваемые по кабелю, так и элементы конструкции кабеля. Защитные элементы разделяют в зависимости от назначения:
- химическая защита — защита кабеля от внешних воздействий (почва, вода, газы, солнечный свет);
- механическая защита — защита кабеля от механических повреждений;
- экранирование — защита сигнала от помех (от внешних и внутренних электромагнитных наводок);

Защитные элементы продлевают срок службы кабеля.
Для химической защиты кабеля используют фольгу и полиэтилен. Кабели, защищённые фольгой, обозначают термином «foiled» — «фольгированные».
Для механической защиты провода используют особо прочные оболочки и оплётку из медной проволоки. Оболочка из чёрного полиэтилена защищает кабель от солнечного света (специальная защита, применяемая для кабелей, предназначенных для прокладки на открытом воздухе). Кабели, имеющие дополнительные слои защиты, называют «double jacket».
Алюминиевая фольга и медная оплётка также используются для экранирования кабеля и отдельных пар для дополнительной защиты от электромагнитных помех.
По числу проволок (жил) в каждом проводе кабели разделяют на:
- одножильные, однопроволочные — кабели с проводами, состоящими из одной медной проволоки (одной жилы);
- многожильные, многопроволочные — кабели с проводами, состоящими из нескольких жил.

Одножильный кабель не предполагает непосредственного контакта с подключаемым к сети оборудованием. То есть, как правило, его применяют для прокладки в коробах, стенах и т. д. с последующим терминированием розетками. Связано это с тем, что медные жилы довольно толсты и при частых изгибах быстро ломаются. Однако для «врезания» в разъёмы панелей розеток такие жилы подходят как нельзя лучше.
Многожильный кабель плохо переносит «врезание» в разъёмы панелей розеток (тонкие жилы разрезаются), но замечательно ведёт себя при изгибах и скручивании. Кроме того, многожильный провод обладает бо́льшим затуханием сигнала. Поэтому многожильный кабель используют в основном для изготовления коммутационных шнуров (патч-кордов), соединяющих сетевые устройства с розетками.

## Экранирование
Для защиты от электрических помех при использовании высокочастотных сигналов в кабелях категорий 6a-8 используется экранирование. Экранирование применяется как к отдельным витым парам, которые оборачиваются в алюминиевую фольгу (металлизированную алюминием полиэтиленовую ленту), так и к кабелю в целом в виде общего экрана из фольги и/или оплётки из медной проволоки. Экран также может быть соединён с неизолированным дренажным проводом, который служит для заземления и механически поддерживает экран в случае разделения на секции при излишнем изгибе или растяжении кабеля.
Согласно международному стандарту ISO/IEC 11801, приложение E, для обозначения конструкции экранирования кабеля используются три буквы: U — неэкранированный, S — металлическая оплётка (только общий экран), F — металлизированная лента (алюминиевая фольга). Из этих букв формируется сокращение вида x/yTP, обозначающее тип общего экрана и тип экрана для отдельных пар.
Распространены следующие типы конструкции экрана:
Неэкранированный кабель (U/UTP)Экранирование отсутствует. Категория 6 и ниже.
Индивидуальный экран (U/FTP)Экранирование фольгой каждых отдельных пар. Защищает от внешних помех и от перекрёстных помех между витыми парами.
Общий экран (F/UTP, S/UTP, SF/UTP)Общий экран из фольги, оплётки, или фольги с оплёткой. Защищает от внешних электромагнитных помех.
Индивидуальный и общий экран (F/FTP, S/FTP, SF/FTP)Индивидуальные экраны из фольги для каждой витой пары, плюс общий экран из фольги, оплётки, или фольги с оплёткой. Защищает от внешних помех и от перекрёстных помех между витыми парами.
Экранированные кабели категорий 5e, 6/6A и 8/8.1 чаще всего используют конструкцию F/UTP (общий экран из фольги), тогда как экранированные кабели категорий 7/7A и 8.2 используют конструкцию S/FTP (с общей металлической оплёткой и фольгой для каждой пары).
| Общепринятое название | Обозначение по ISO/IEC 11801 | Общий экран     | Экран для пар |
| --------------------- | ---------------------------- | --------------- | ------------- |
| UTP                   | U/UTP                        | нет             | нет           |
| STP, ScTP, PiMF       | U/FTP                        | нет             | фольга        |
| FTP, STP, ScTP        | F/UTP                        | фольга          | нет           |
| STP, ScTP             | S/UTP                        | оплётка         | нет           |
| SFTP, S-FTP, STP      | SF/UTP                       | оплётка, фольга | нет           |
| FFTP                  | F/FTP                        | фольга          | фольга        |
| SSTP, SFTP, STP PiMF  | S/FTP                        | оплётка         | фольга        |
| SSTP, SFTP            | SF/FTP                       | оплётка, фольга | фольга        |

Буквенный код перед обратной чертой обозначает тип общего экрана для всего кабеля, код после черты обозначает тип индивидуального экранирования для каждой витой пары:
U = unshielded, без экрана
F = foil, фольга
S = braided screening, оплётка из проволоки (только внешний экран)
TP = twisted pair, витая пара
TQ = индивидуальный экран для двух витых пар (на 4 провода)

## Конструкция витопарного кабеля
Витопарный кабель имеет общий диаметр около 5,2−6 мм. Кабель состоит из нескольких витых пар. Проводники в парах изготовлены из монолитной медной проволоки сечением 0,4−0,6 мм либо из множества более тонких медных проводников (кабель получается более гибкий и обычно используется в патч-кордах). Кроме метрической, применяется американская система AWG, в которой эти величины составляют 26−22 AWG. В стандартных 4‑парных кабелях в основном используются проводники сечением 0,51 мм (24 AWG). Толщина изоляции проводника — около 0,2 мм. Материал изоляции — обычно поливинилхлорид (ПВХ, англ. PVC), для более качественных образцов 5 категории — полипропилен (ПП, англ. PP), полиэтилен (ПЭ, англ. PE). Особенно высококачественные кабели имеют изоляцию из вспененного (ячеистого) полиэтилена, который обеспечивает низкие диэлектрические потери, или политетрафторэтилена (ПТФЭ, англ. PTFE; также называют тефлоном), обеспечивающего широкий рабочий диапазон температур.
Также внутри кабеля иногда встречается так называемая «разрывная нить» (обычно капрон), которая используется для облегчения разделки внешней оболочки — при вытягивании она делает на оболочке продольный разрез, который открывает доступ к кабельному сердечнику, гарантированно не повреждая изоляцию проводников. Также разрывная нить, ввиду своей высокой прочности на разрыв, выполняет защитную функцию.
Внешняя оболочка 4‑парных кабелей имеет толщину 0,5−0,9 мм в зависимости от категории кабеля и обычно изготавливается из поливинилхлорида с добавлением мела, который повышает хрупкость. Это необходимо для точного облома по месту надреза лезвием отрезного инструмента. Для изготовления оболочки могут использоваться полимеры, которые не поддерживают горения при групповой прокладке и не выделяют при нагреве соединения галогенов (такие кабели маркируются аббревиатурой англ. LSZH: low smoke zero halogen — малой дымности, не выделяющий галогенов; российская маркировка: нг(A)-HF, нг(B)-HF, нг(C)-HF, нг(D)-HF). Кабели, не поддерживающие горение и не выделяющие дым, по европейским стандартам разрешается прокладывать и использовать в закрытых пространствах, где могут проходить воздушные потоки системы кондиционирования и вентиляции (так называемых пленум-областях). Кабели для внешней прокладки поверх поливинилхлоридной оболочки имеют оболочку из полиэтилена для защиты от солнечного излучения. Эти кабели распространяют горение даже при одиночной прокладке. Открытая прокладка таких кабелей в зданиях и сооружениях запрещена.
В общем случае, цвета не обозначают особых свойств, но их применение позволяет легко отличать коммуникации c разным функциональным назначением, как при монтаже, так и обслуживании. Самый распространённый цвет оболочки кабелей — серый. У внешних кабелей внешняя оболочка чёрного цвета. Оранжевая окраска, как правило, указывает на негорючий материал оболочки.
Отдельно нужно отметить маркировку. Маркировка на кабеле в бухтах, кроме данных о производителе и типе кабеля, обязательно включает в себя метровые или футовые метки. Эти метки позволяют узнать длину уже проложенного закрытым способом кабеля. Маркировка патч-кордов не включает в себя метки о длине.
Форма внешней оболочки кабеля «витая пара» может быть различной. Чаще других применяется круглая форма. Для прокладки под ковровым покрытием может использоваться плоский кабель. В плоском кабеле провода так же скручены в пары, однако пары не скручены вокруг общей оси. В результате плоский кабель более подвержен влиянию помех.
Кабели для наружной прокладки обязательно имеют влагостойкую оболочку из полиэтилена, которая наносится (как правило) вторым слоем поверх обычной, поливинилхлоридной. Кроме этого, возможно заполнение пустот в кабеле водоотталкивающим гелем и бронирование с помощью гофрированной ленты или стальной проволоки.

## Категории кабеля
Существует несколько категорий кабеля «витая пара», которые нумеруются от 1 до 8 и определяют эффективный пропускаемый частотный диапазон. Кабель более высокой категории обычно содержит больше пар проводов, и каждая пара имеет больше витков на единицу длины. Категории неэкранированной витой пары описываются в стандарте EIA/TIA 568 (Американский стандарт проводки в коммерческих зданиях) и в международном стандарте ISO/IEC 11801. В России также применяются стандарты ГОСТ Р 53246 и ГОСТ Р 53245.
| Категория | Полоса частот, МГц | Применение                                                | Примечания |
| --------- | ------------------ | --------------------------------------------------------- | --- |
| 1         | 0,1 (0,4?)         | Телефонные и старые модемные линии                        | 1 пара, не описано в рекомендациях EIA/TIA для передачи данных (в России применяется кабель и вообще без скруток (так называемая «лапша») — у него характеристики не хуже, но больше влияние помех). В США использовался ранее, только в «скрученном» виде. Используется только для передачи голоса или данных при помощи модема (не подходит для современных систем).                                                              |
| 2         | 1 (4?)             | Старые терминалы (такие как IBM 3270)                     | 2 пары проводников, старый тип кабеля, не описано в рекомендациях EIA/TIA для передачи данных, поддерживал передачу данных на скоростях до 4 Мбит/с, использовался в сетях Token ring и Arcnet (не подходит для современных систем). Сейчас иногда встречается в телефонных сетях. |
| 3         | 16                 | 10BASE-T, 100BASE-T4 Ethernet                             | 4-парный кабель, используется при построении телефонных и локальных сетей 10BASE-T и token ring, поддерживает скорость передачи данных до 10 Мбит/с или 100 Мбит/с по технологии 100BASE-T4 на расстоянии не дальше 100 метров. В отличие от предыдущих двух, отвечает требованиям стандарта IEEE 802.3. Сейчас используется в основном для телефонных линий.                                                                       |
| 4         | 20                 | token ring, сейчас не используется                        | Кабель состоит из 4‑х скрученных пар, использовался в сетях token ring, 10BASE-T, 100BASE-T4, скорость передачи данных не превышает 16 Мбит/с по одной паре. |
| 5         | 100                | Fast Ethernet (100BASE-TX), Gigabit Ethernet (1000BASE-T) | 4-парный кабель, используется при построении локальных сетей 10BASE-T, 100BASE-TX и 1000BASE-T и для прокладки телефонных линий, поддерживает скорость передачи данных до 100 Мбит/с при использовании 2 пар и до 1000 Мбит/с при использовании 4 пар. |
| 5e        | 125                | Fast Ethernet (100BASE-TX), Gigabit Ethernet (1000BASE-T) | 4-парный кабель, усовершенствованная категория 5 (уточнённые/улучшенные спецификации). Скорость передач данных до 100 Мбит/с при использовании 2 пар и до 1000 Мбит/с при использовании 4 пар. Кабель категории 5e является самым распространённым и используется для построения компьютерных сетей. Иногда встречается двухпарный кабель категории 5e. Преимущества данного кабеля в более низкой себестоимости и меньшей толщине. |
| 6         | 250                | 10 Gigabit Ethernet (10GBASE-T)                           | Добавлен в стандарт в июне 2002 года. Неэкранированный кабель (UTP) состоит из 4 пар проводников и способен передавать данные на скорости до 10 Гбит/с на расстояние до 55 м. |
| 6A        | 500                | 10 Gigabit Ethernet (10GBASE-T)                           | Добавлен в стандарт в феврале 2008 года. Состоит из 4 пар проводников и способен передавать данные на скорости до 10 Гбит/с на расстояние до 100 метров. Кабель этой категории имеет либо общий экран (F/UTP), либо экраны вокруг каждой пары (U/FTP). |
| 7         | 600                | 10 Gigabit Ethernet (10GBASE-T)                           | Добавлен в стандарт в июне 2002 года. Спецификация на данный тип кабеля утверждена только международным стандартом ISO/IEC 11801, но не ANSI/TIA-568-C. Скорость передачи данных до 10 Гбит/с. Кабель этой категории имеет общий экран и экраны вокруг каждой пары (F/FTP или S/FTP). |
| 7A        | 1000               | 10 Gigabit Ethernet (10GBASE-T)                           | Добавлен в стандарт в феврале 2008 года. Международный стандарт ISO/IEC 11801, скорость передачи данных до 10 Гбит/с. Общий экран и экраны вокруг каждой пары (F/FTP или S/FTP). |
| 8/8.1     | 1600-2000          | 40 Gigabit Ethernet (40GBASE-T)                           | Добавлен в стандарт в ноябре 2017 года (для кат. 8.1), американский стандарт ANSI/TIA-568-C.2-1 (для кат. 8). Полностью совместим с кабелем категории 6A. Скорость передачи данных до 40 Гбит/с при использовании стандартных разъёмов 8P8C. Кабель этой категории имеет либо общий экран, либо экраны вокруг каждой пары (F/UTP или U/FTP).                                                                                        |
| 8.2       | 1600-2000          | 40 Gigabit Ethernet (40GBASE-T)                           | Добавлен в стандарт в ноябре 2017 года. Полностью совместим с кабелем категории 7A. Скорость передачи данных до 40 Гбит/с при использовании стандартных разъёмов 8P8C либо GG45/ARJ45 и TERA. Кабель этой категории имеет общий экран и экраны вокруг каждой пары (F/FTP или S/FTP). |

Каждая отдельно взятая витая пара, входящая в состав кабеля, предназначенного для передачи данных, должна иметь волновое сопротивление 100±15 Ом, в противном случае форма электрического сигнала будет искажена и передача данных станет невозможной. Причиной проблем с передачей данных может быть не только некачественный кабель, но также наличие «скруток» в кабеле и использование розеток более низкой категории, чем кабель.
Иногда под видом витой пары могут продавать кабели из омеднённого стального провода (англ. copper-clad steel wire, CCS) или омеднённого алюминиевого провода (англ. copper-clad aluminium wire, CCA). Жилы провода из алюминия, покрытого тонким слоем меди, являются менее стойкими к изгибу и менее долговечными. Подобные CCA-кабели и CCS-кабели не соответствуют категориям EIA/TIA 568 из-за повышенного уровня затухания сигнала; также стандарт предусматривает изготовление жил только из меди. Однако, ввиду исключительно низкой стоимости, такие кабели часто находят применение в быту, а также для прокладки линий, протяжённость которых относительно невелика.

## Схемы обжима
Существует два варианта обжима штекера 8P8C на кабеле:
- для создания прямого кабеля — для соединения порта сетевой карты с маршрутизатором (роутером) или коммутатором (свитчем);
- для создания перекрёстного (использующего кроссированный MDI, англ. MDI-X) кабеля, имеющего инвертированную разводку контактов разъёма для соединения напрямую двух сетевых плат, установленных в компьютеры, а также для соединения некоторых старых моделей свитчей или роутеров (uplink-порт).

### Прямой кабель (straight through cable)
Вариант по стандарту TIA/EIA-568A
|  |  |

Вариант по стандарту TIA/EIA-568B (используется чаще)
|  |  |

 В случае, если нужен кабель MDI с внешним кроссированием, так называемый «прямой» кабель для подключения компьютера к концентратору или коммутатору, используются следующие схемы:

При соединении EIA/TIA-568B, AT&T 258A
1: Бело-оранжевый
2: Оранжевый
3: Бело-зелёный
4: Синий
5: Бело-синий
6: Зелёный
7: Бело-коричневый
8: Коричневый
Старые цвета витой пары:
1: синий
2: оранжевый
3: чёрный
4: красный
5: зелёный
6: жёлтый
7: коричневый
8: серый

При соединении EIA/TIA-568A
1: Бело-зеленый
2: Зелёный
3: Бело-оранжевый
4: Синий
5: Бело-синий
6: Оранжевый
7: Бело-коричневый
8: Коричневый

По одной из этих схем обжимаются разъёмы с обеих сторон.
— Ethernet Cable - Color Coding Diagram (англ.)

### Перекрёстный кабель (crossover cable)
Предназначен для соединения однотипного оборудования (например, компьютер-компьютер). Однако большинство современных сетевых устройств способно автоматически определить метод обжима кабеля и подстроиться под него (Auto MDI/MDI-X), и перекрёстный кабель сегодня потерял свою актуальность.
Вариант для скорости 100 Мбит/с
|  |  |

Если нужен кабель MDI-X с внутренним кроссированием («crossover» кабель) для соединения, например, «компьютер-компьютер» (со скоростью до 100 Мбит/с), то с одной стороны кабеля применяется схема EIA/TIA-568B, с другой EIA/TIA-568А
— Ethernet Cable - Color Coding Diagram (англ.)
Вариант для скорости 1000 Мбит/с

|  |  |

Для соединений на скоростях до 1000 Мбит/с при изготовлении «crossover» кабеля одну сторону надо обжать по стандарту EIA/TIA-568B, а вторую так:
1: Бело-зелёный
2: Зелёный
3: Бело-оранжевый
4: Бело-коричневый
5: Коричневый
6: Оранжевый
7: Синий
8: Бело-синий
— Crossover Patchkabel Gigabit (1000 BaseT) (нем.)
Устройства стандарта 1000BASE-T сами определяют верную раскладку кабеля благодаря технологии Auto-MDIX (её реализация требуется стандартом 1000BASE-T).

### Консольный кабель (rollover cable)
Один конец этого кабеля обжат по обратной схеме относительно другого, как если бы вы перевернули его и посмотрели бы на него с другой стороны. Используется для настройки маршрутизатора или коммутатора с помощью компьютера. Применяется в основном в оборудовании Cisco. Как правило голубого цвета.
Схема обжима
|  |  |

### Общие положения
Пара 1-2 (TDP-TDN) используется для передачи от порта MDI к порту MDI-X, пара 3-6 (RDP-RDN) используется для приёма портом MDI от порта MDI-X. Эти пары требуются всегда. Пары 4-5 и 7-8 применяются в зависимости от потребности (например, при использовании кабеля категории 3 в спецификации 100Base-T4) и обычно двунаправленные.
| № | Обозначение | Описание                  |
| - | ----------- | ------------------------- |
| 1 | TX+ (TXP)   | Прямой сигнал передачи    |
| 2 | TX- (TXN)   | Инверсный сигнал передачи |
| 3 | RX+ (RXP)   | Прямой сигнал приёма      |
| 4 |             |                           |
| 5 |             |                           |
| 6 | RX- (RXN)   | Инверсный сигнал приёма   |
| 7 |             |                           |
| 8 |             |                           |

Использование кабеля, обжатого не по стандарту, может привести (в зависимости от длины кабеля) к тому, что кабель не будет работать совсем или будет очень большой процент потерь передаваемых пакетов.
Для проверки правильности обжатия кабеля, помимо визуального контроля, используют специальные устройства — кабельные тестеры. Такое устройство состоит из передатчика и приёмника. Передатчик поочерёдно подаёт сигнал на каждую из восьми жил кабеля, дублируя эту передачу зажиганием одного из восьми светодиодов, а на приёмнике, подсоединённому к другому концу линии, соответственно загорается один из восьми светодиодов. Если на передаче и на приёме светодиоды загораются подряд, значит, кабель обжат без ошибки. Более дорогие модели кабельных тестеров могут иметь встроенное переговорное устройство, индикатор обрыва с указанием расстояния до обрыва и пр.
Указанная выше схема обжима подходит как для 100-мегабитного соединения, так и для гигабитного. При использовании 100-мегабитного соединения используются только две из четырёх пар, а именно оранжевая (1-2 TDP-TDN) и зелёная (3-6 RDP-RDN) пары. Синяя и коричневая пары могут остаться незадействованными, либо могут быть использованы для передачи питания в некоторых вариантах Power over Ethernet (PoE). Для обеспечения гигабитного соединения используются все четыре пары проводников стандартного кабеля.
Также существуют ограничения на выбор схемы перекрёстного соединения пар, накладываемые стандартом PoE. При прямом соединении пар в кабеле («один к одному»), этот стандарт будет работать автоматически.

## Монтаж
При резких изгибах витой пары нарушается однородность симметричной среды передачи, иногда необратимо. Регламентированный минимальный радиус изгиба неэкранированного кабеля при монтаже — 8 внешних диаметров кабеля, экранированного — 10.
При монтаже экранированной витой пары необходимо следить за целостностью экрана по всей длине кабеля. Растяжение или изгиб кабеля приводят к разрушению экрана, что ведёт к снижению устойчивости к электромагнитным помехам. Дренажный провод должен быть соединён с экраном разъёма.